# Elachocharax
Elachocharax és un gènere de peixos de la família dels crenúquids i de l'ordre dels caraciformes.

## Taxonomia
- Elachocharax geryi (Weitzman & Kanazawa, 1978)
- Elachocharax junki (Géry, 1971)[2]
- Elachocharax mitopterus (Weitzman, 1986)
- Elachocharax pulcher (Myers, 1927)[3][4][5][6][7][8][9]